# 이상수 (수학)
이상수(理想數, ideal number) 또는 아이디얼수는 에른스트 쿠머가 개발한 개념으로 대수적 수체의 정수환의 아이디얼이다. 페르마의 마지막 정리를 많은 소수에 대해 증명하려다 개발된 것으로 알려져있다.